# Ròdope (província romana)
Ròdope (en llatí: Rhodope, en grec antic: Ῥοδόπη) va ser una província romana formada l'any 294 quan Dioclecià va reorganitzar l'Imperi.
Abraçava tota la costa de Tràcia i el massís muntanyós anomenat també Ròdope a la frontera amb Macedònia. Limitava al nord amb les províncies de Tràcia i Haemimontus; a l'est amb la província d'Europa; a l'oest amb Dardània i Macedònia; i al sud amb la mar Egea. La província estava governada per un magistrat que tenia el rang de praeses, i Trajanòpolis n'era la capital.
Segons el geògraf Hièrocles, al segle vi hi havia sis ciutats més a la província, Maronea, Maximianòpolis, Nicòpolis ad Nestum, Kereopirgos (d'ubicació desconeguda) i Toperos.